# Brede dwergbloedbij
De brede dwergbloedbij (Sphecodes crassus) is een vliesvleugelig insect uit de familie Halictidae. De wetenschappelijke naam van de soort is voor het eerst geldig gepubliceerd in 1870 door Carl Gustaf Thomson.